# Magny-en-Bessin
Magny-en-Bessin é uma comuna francesa na região administrativa da Normandia, no departamento Calvados. Estende-se por uma área de 4,34 km². Em 2010 a comuna tinha 160 habitantes (densidade: 36,9 hab./km²).